# Ћириковац
Ћириковац је насеље у Србији у општини Пожаревац у Браничевском округу. Према попису из 2022. било је 1098 становника.

## Демографија
У насељу Ћириковац живи 1119 пунолетних становника, а просечна старост становништва износи 40,5 година (39,6 код мушкараца и 41,4 код жена). У насељу има 349 домаћинстава, а просечан број чланова по домаћинству је 4,03.
Ово насеље је великим делом насељено Србима (према попису из 2002. године), а у последња три пописа, примећен је пад у броју становника.
|  |

| Демографија | Демографија | Демографија |
| Година      | Становника  | Становника  |
| ----------- | ----------- | ----------- |
| 1948.       | 1.558       |             |
| 1953.       | 1.620       |             |
| 1961.       | 1.766       |             |
| 1971.       | 1.715       |             |
| 1981.       | 1.744       |             |
| 1991.       | 1.645       | 1.489       |
| 2002.       | 1.407       | 1.573       |
| 2011.       | 1.278       |             |

| Етнички састав према попису из 2002.‍ | Етнички састав према попису из 2002.‍ | Етнички састав према попису из 2002.‍ | Етнички састав према попису из 2002.‍ | Етнички састав према попису из 2002.‍ |
| ------------------------------------ | ------------------------------------ | ------------------------------------ | ------------------------------------ | ------------------------------------ |
|                                      |                                      |                                      |                                      |                                      |
| Срби                                 | Срби                                 |                                      | 1.394                                | 99,07%                               |
| Роми                                 | Роми                                 |                                      | 2                                    | 0,14%                                |
| Југословени                          | Југословени                          |                                      | 1                                    | 0,07%                                |
| непознато                            | непознато                            |                                      | 8                                    | 0,56%                                |

| Година пописа     | 1948. | 1953. | 1961. | 1971. | 1981. | 1991. | 2002. |
| ----------------- | ----- | ----- | ----- | ----- | ----- | ----- | ----- |
| Број домаћинстава | 329   | 343   | 378   | 377   | 382   | 381   | 349   |

| Број чланова      | 1  | 2  | 3  | 4  | 5  | 6  | 7  | 8  | 9 | 10 и више | Просек |
| ----------------- | -- | -- | -- | -- | -- | -- | -- | -- | - | --------- | ------ |
| Број домаћинстава | 50 | 48 | 54 | 48 | 56 | 48 | 25 | 17 | 2 | 1         | 4,03   |

| Пол    | Укупно | Неожењен/Неудата | Ожењен/Удата | Удовац/Удовица | Разведен/Разведена | Непознато |
| ------ | ------ | ---------------- | ------------ | -------------- | ------------------ | --------- |
| Мушки  | 575    | 103              | 403          | 40             | 29                 | 0         |
| Женски | 586    | 56               | 401          | 100            | 28                 | 1         |
| УКУПНО | 1.161  | 159              | 804          | 140            | 57                 | 1         |

| Пол    | Укупно                    | Пољопривреда, лов и шумарство | Рибарство                            | Вађење руде и камена | Прерађивачка индустрија       |
| ------ | ------------------------- | ----------------------------- | ------------------------------------ | -------------------- | ----------------------------- |
| Мушки  | 356                       | 67                            | 0                                    | 170                  | 17                            |
| Женски | 194                       | 108                           | 0                                    | 3                    | 20                            |
| УКУПНО | 550                       | 175                           | 0                                    | 173                  | 37                            |
| Пол    | Производња и снабдевање   | Грађевинарство                | Трговина                             | Хотели и ресторани   | Саобраћај, складиштење и везе |
| Мушки  | 20                        | 18                            | 24                                   | 6                    | 12                            |
| Женски | 1                         | 1                             | 21                                   | 10                   | 1                             |
| УКУПНО | 21                        | 19                            | 45                                   | 16                   | 13                            |
| Пол    | Финансијско посредовање   | Некретнине                    | Државна управа и одбрана             | Образовање           | Здравствени и социјални рад   |
| Мушки  | 2                         | 1                             | 7                                    | 0                    | 5                             |
| Женски | 1                         | 1                             | 4                                    | 4                    | 15                            |
| УКУПНО | 3                         | 2                             | 11                                   | 4                    | 20                            |
| Пол    | Остале услужне активности | Приватна домаћинства          | Екстериторијалне организације и тела | Непознато            | Непознато                     |
| Мушки  | 3                         | 0                             | 0                                    | 4                    | 4                             |
| Женски | 2                         | 0                             | 0                                    | 2                    | 2                             |
| УКУПНО | 5                         | 0                             | 0                                    | 6                    | 6                             |